# Disappearer
«Dissapearer» es una canción y un sencillo de la banda Sonic Youth, publicado en 1990 por el sello DGC Records, el segundo perteneciente a su álbum Goo.

## Lista de canciones
| Disappearer |                                           |          |  |
| N.º         | Título                                    | Duración |  |
| 1.          | «Disappearer» (edit)                      |          |  |
| 2.          | «Disappearer» (8-track demo version)      |          |  |
| 3.          | «That's All I Know» (Right Now)           |          |  |
| 4.          | «Dirty Boots» (8-track demo long version) |          |  |